# Puccinia croci
Puccinia croci ist eine Ständerpilzart aus der Ordnung der Rostpilze (Pucciniales). Der Pilz ist ein Endoparasit verschiedener Krokusse. Symptome des Befalls durch die Art sind Rostflecken auf den Blättern der Wirtspflanzen. Ihr Verbreitungsgebiet umfasst die europäischen Westalpen.

## Merkmale

### Makroskopische Merkmale
Puccinia croci ist mit bloßem Auge nur anhand der auf der Oberfläche des Wirtes hervortretenden Sporenlagern zu erkennen. Sie wachsen in Nestern, die als rostbraune Flecken auf den Blattoberflächen erscheinen.

### Mikroskopische Merkmale
Das Myzel von Puccinia croci wächst wie bei allen Nacktbasidien interzellulär und bildet Saugfäden, die in das Speichergewebe des Wirtes wachsen. Die Telien der Art sind klein, rund und dichtstehend und wachsen in der Regel auf der Blattinnenseiten. Sie werden von Trennwänden aus Paraphysen umgeben, die bis zu 100 µm hoch werden können. Die Teleutosporen sind stets zweizellig, länglich bis lang keulenförmig und 27–62 × 14–27 µm groß; am Scheitel sind ihre Wände 4–10 µm dick. Der Stiel ist hyalin und kurz, er misst 10–20 µm.

## Verbreitung
Das Artareal von Puccinia croci umfasst die Welstalpen.

## Ökologie
Die Wirtspflanzen von Puccinia croci sind verschiedene Krokusse (Crocus spp.). Der Pilz ernährt sich von den im Speichergewebe der Pflanzen vorhandenen Nährstoffen, seine Sporenlager brechen später durch die Blattoberfläche und setzen Sporen frei. Die Art verfügt über einen Entwicklungszyklus, von dem lediglich die Telien bekannt sind, er ist nicht näher erforscht.